# Xanthoparmelia microspora
Xanthoparmelia microspora är en lavart som först beskrevs av Johannes Müller Argoviensis, och fick sitt nu gällande namn av Hale. Xanthoparmelia microspora ingår i släktet Xanthoparmelia och familjen Parmeliaceae.   Inga underarter finns listade i Catalogue of Life.